# Viktor Gyökeres
Viktor Einar Gyökeres (* 4. června 1998) je švédský fotbalista maďarského původu, který hraje jako útočník za Arsenal FC a švédskou reprezentaci.

## Klubová kariéra
V roce 2015 debutoval za IF Brommapojkarna, za klub odehrál přes padesát zápasů. V roce 2018 přestoupil do Brighton & Hove Albion. Brightonem byl poslán na hostování do St. Pauli, Swansea City a Coventry City, do posledně jmenovaného klubu také v roce 2021 přestoupil. V roce 2023 jej za 20 milionů eur podepsal Sporting CP, šlo o nejdražší přestup v historii klubu. Ve své první sezóně za Sporting vyhrál ligový titul a cenu Bola de Prata, která se uděluje nejlepšímu střelci ligové sezóny. V roce 2025 přestoupil za 65.8 milionů eur do Arsenal FC. 

## Reprezentační kariéra
Gyökeres reprezentoval Švédsko již na mládežnických úrovních a byl nejlepším střelcem na Mistrovství Evropy ve fotbale hráčů do 19 let 2017, v roce 2019 si odbyl svůj debut za seniorskou reprezentaci.